# Oswald Kozioł

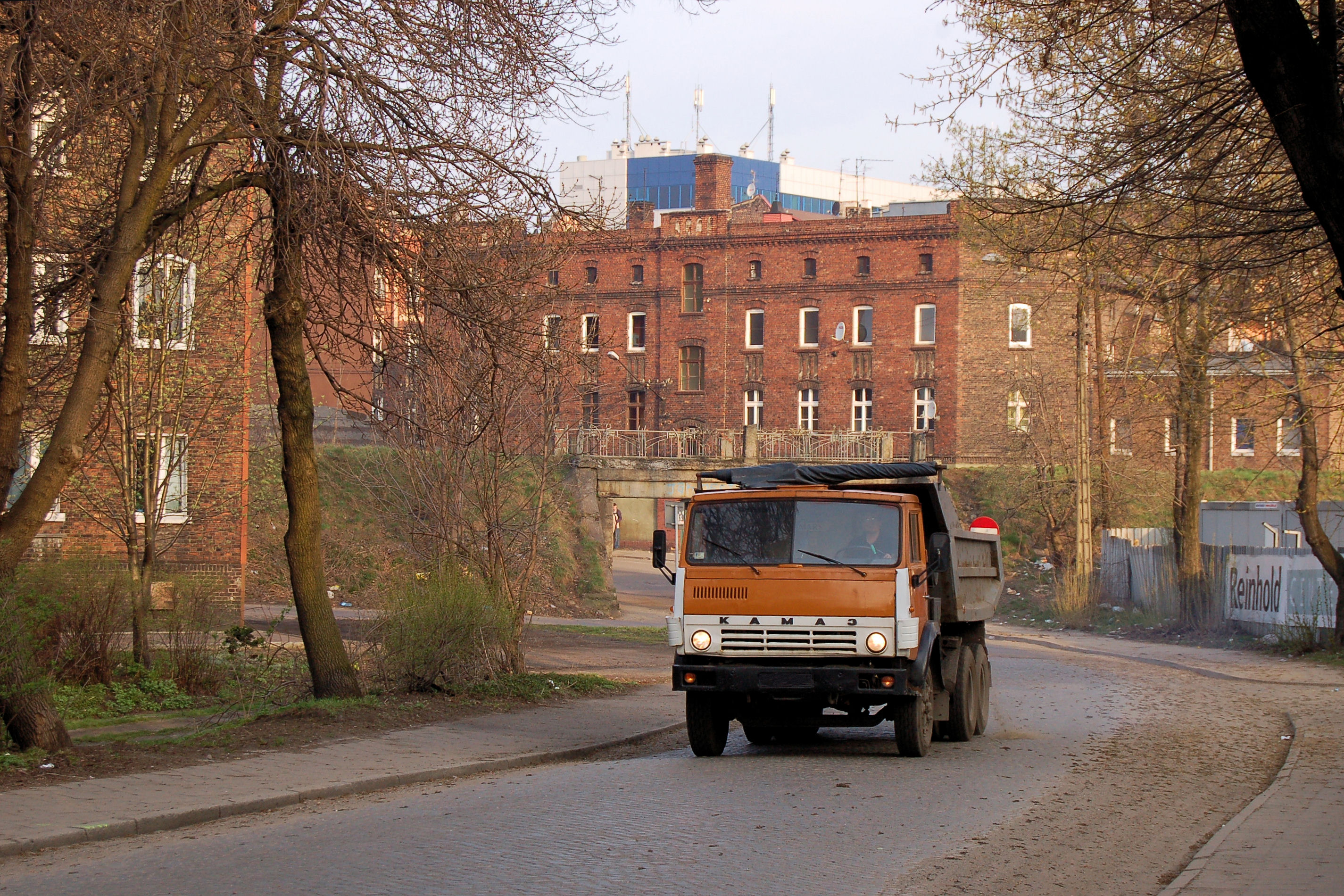
Ulica Oswalda Kozioła w Katowicach

Oswald Kozioł (ur. 10 grudnia 1903 w Bogucicach, zm. 9 listopada 1974 w Katowicach) – polski harcmistrz, powstaniec śląski, z zawodu kolejarz.

## Życiorys
Był uczestnikiem I powstania śląskiego, w którym pełnił funkcję łącznika pomiędzy oddziałami powstańczymi z Bogucic, Dębu, Dąbrówki Małej oraz Siemianowic Śląskich. W 1920 roku włączył się w organizację harcerstwa na Górnym Śląsku. Dzięki jego staraniom w 1924 roku utworzono w Katowicach I Drużynę Harcerską im. Tadeusza Kościuszki, które to został drużynowym. Zorganizował pierwszą harcówkę, mieszczącą się w „baszcie” na Wełnowcu, które to miejsce było główną bazą katowickiego harcerstwa do 1959 roku (baszta obecnie nie istnieje, a pierwotnie była nadszybiem szybu kopalnianego). W latach 30. XX wieku Oswald Kozioł ukończył najpierw kurs podharcmistrzowski, a następnie kurs instruktorski. W swej pracy z młodzieżą kładł duży nacisk na pogłębianie znajomości języka polskiego oraz historii i geografii Polski. Był również członkiem Towarzystwa Śpiewaczego „Mickiewicz” oraz Towarzystwa Sportowego „Haller”.

We wrześniu 1939 roku jako kolejarz został wraz z rodziną ewakuowany do Dębicy, gdzie przebywał do zakończenia II wojny światowej. Po powrocie do Katowic reaktywował drużynę harcerską w dzielnicy Wełnowiec, która jednak została rozwiązana w 1949 roku z uwagi na promowanie przez władze „czerwonego harcerstwa”. Gdy reaktywowano Związek Harcerstwa Polskiego w 1956 roku, ponownie zorganizował drużyny: żeńską , męską i gromadę zuchową. Drużyny te weszły w skład katowickiego I szczepu im. „Obrońców Katowic”, który powstał w 1961 roku.

## Upamiętnienie
Imieniem Oswalda Kozioła została nazwana w 1998 roku ulica w Katowickiej dzielnicy Wełnowiec, łącząca al. Wojciecha Korfantego z ulicami: C. K. Norwida, Rysia i Modelarską (zmiana nazwy z ul. Grochowej).